# Vergisson
Vergisson (pronuncia francese: [vɛʁʒisɔ̃]; in francoprovenzale Vregesson, anticamente conosciuto come Vèrgesson [vɛʁ.dzə.ˈsɔ̃])  è un comune francese e arpitano di 250 abitanti situato nel dipartimento della Saona e Loira nella regione della Borgogna-Franca Contea.

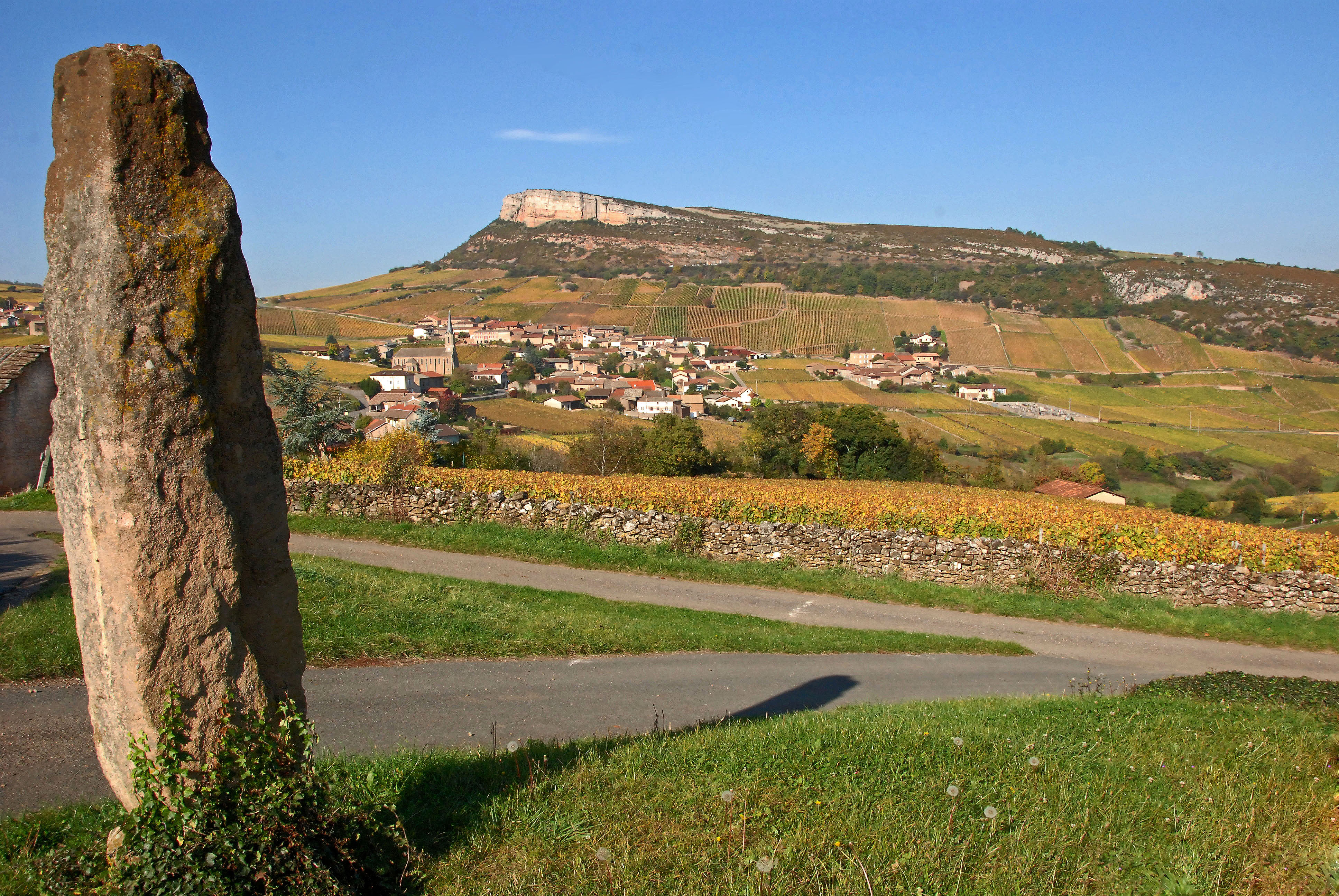
Megalith (Menhir) Chancerons
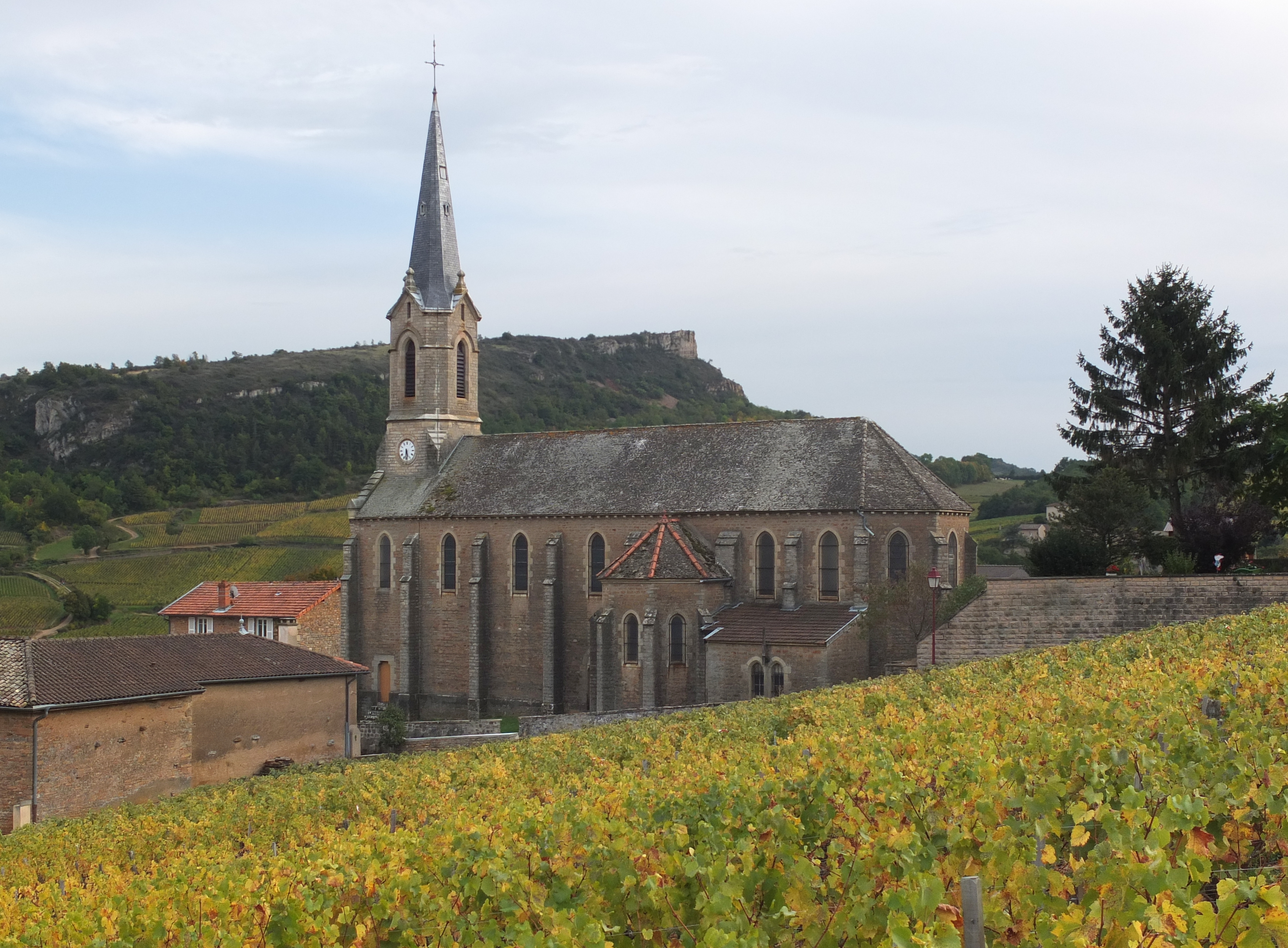
Église Saint-Martin

## Toponimo
Generalmente molti nomi di numerosi villaggi del Mâconnais che terminao in « é » sono di origine latina. Invece quello di Vergisson fa eccezione. Probabilmente di origine celtica con « verg » che significa « gradinata » in celtico. 
La configurazione del villaggio inserito in un circolo naturale con frazioni posizionate su diversi livelli e la presenza di numerosi megaliti confermerebbero questa ipotesi.

## Società

### Evoluzione demografica
Abitanti censiti